# Baudricourt
Baudricourt – miejscowość i gmina we Francji, w regionie Grand Est, w departamencie Wogezy.
Według danych na rok 1990 gminę zamieszkiwało 317 osób, a gęstość zaludnienia wynosiła 91 osób/km² (wśród 2335 gmin Lotaryngii Baudricourt plasuje się na 733. miejscu pod względem liczby ludności, natomiast pod względem powierzchni na miejscu 1138.).